# Анапський район
Ана́пський райо́н — адміністративна одиниця на півдні Росії. Розташований в південно-західній частині  Краснодарського краю. Має кордони з  Кримським і Темрюцьким адміністративними районами, а також містом Новоросійськ. 

## Межі і площа району
Природними кордонами на півночі є плавнева смуга старого річища  Кубані, на заході — Чорне море, на півдні і сході — підведені над рівниною південні пасма Кавказького хребта. 
Площа району 1390 км², населення 57 тис. осіб. Рельєф місцевості пересічений: рівнинні ділянки перемежовуються, з одного боку, плавневими низовинами, з другого — височинами передгір'я Кавказу.

## Клімат
Близькість Чорного моря обумовлює підвищену вологість повітря і рівний річний хід температур. Середня річна температура повітря +11,9°, середньомісячна температура січня +1,1°, середньомісячна температура липня +23,4°. Останні приморозки спостерігаються 3-5 квітня, а перші 9-10 листопада. Безморозний період 218 днів. Відносна вологість повітря 70-80%. Протягом року тільки 28-30 безвітряних днів, а решту часу дмуть північно-східні вітри. У січні, лютому і березні 1969 року спостерігалися сильні пилові бурі.

## Опади, річки, ґрунти
Анапський район відноситься до зони недостатнього зволоження. Середня річна кількість опадів 417 мм. Опади випадають у вигляді дощу, сніг буває рідко.
По території району протікають невеликі річки: Гостагайка, Анапка, Сукко тощо; є озеро Чембурське, лимани: Витязевський,  Кизилтаський, Бугазький, Анапський.   
Переважаючі ґрунти: перегнойно-карбонатні (південна і північно-східна частина району), бурі лісові ґрунти (лівобережжя Сукко), приморські піщані (по всьому району уздовж берега моря), болотні (плавнева зона), передкавказькі слабокарбонатні і карбонатні чорноземи.

## Рослинний і тваринний світ
Ліси району складаються з буку, граба, дуба, берези, клена. З представників тваринного світу характерні лисиця, борсук, дикий кабан, сарна, ондатра.

## Копалини, промисловість
Корисні копалини: будівельні матеріали, мінеральна вода (семігорська), природний газ, лікувальні грязі (Чембурське озеро). Основна галузь сільськогосподарського виробництва - виноградарство. Окрім виноградарства, господарства району виробляють зернові, овочі, соняшник, тютюн, плодові культури.
Промисловість пов'язана з переробкою сільськогосподарської сировини — винарні (7 заводів, загальна потужність переробки виноградної ягоди до 100 тис. т на рік). Виноматеріали відправляють в багато міст Росії на заводи вторинного виноробства. Найбільші винарні: радгоспи ім. Леніна, Приморський та Раєвський. Окрім винарен, у районі є камнеблоковий завод та лісгосп.